# 京極純一
京極 純一（きょうごく じゅんいち、1924年（大正13年）1月26日 - 2016年（平成28年）2月1日）は、日本の政治学者（政治学・政治過程論）。勲等は勲二等。東京大学名誉教授、日本学士院会員、文化功労者。
東京大学法学部教授、千葉大学法経学部教授、東京女子大学学長などを歴任した。

## 来歴

### 生い立ち
京都市生まれ。高知県へ転居して中村中学校4年修了、旧制高知高等学校を経て、1947年（昭和22年）東京大学政治学科卒業。

### 政治学者として
東京大学大学院特別研究生などを経て、1952年（昭和27年）東京大学法学部講師、1954年（昭和29年）同助教授。1965年（昭和40年）より東京大学法学部教授。その後は千葉大学法経学部教授、1988年（昭和63年）から1992年（平成4年）まで東京女子大学学長を務めた。
1989年（平成元年）紫綬褒章受章。1997年（平成9年）12月12日日本学士院会員。1998年（平成10年）勲二等瑞宝章受章。2001年（平成13年）文化功労者。 2016年（平成28年）2月1日、老衰のため死去。満92歳没。

## 研究
大学院時代の指導教官は堀豊彦で、専門は政治意識論、日本政治論。統計学や計量分析を取り入れて選挙や世論、政治意識を分析し政治過程論として発展させ、戦後の日本政治を考察した先駆者である。1983年（昭和58年）刊行の著書『日本の政治』では、日本の政治文化について、「タテマエとホンネ」や「根回し」、あるいは「内と外」や「義理人情」などの言葉を使って考察し、日本政治の仕組みを人々の生活感覚、秩序像、死生観にまで遡って論じ、大きな反響を呼んだ。NHKの「週刊・ヤング情報」（1991年度）等、マスコミにたまに登場する時の飄々とした佇まいとは異なり、政治学の教師としてはきわめて厳格で、研究発表の場では鋭い質問でしばしば学生や若手研究者を立ち往生させたという。主な門下生として川人貞史、茅野修の他、法学部助手在任中に夭折した新井啓右がいる。

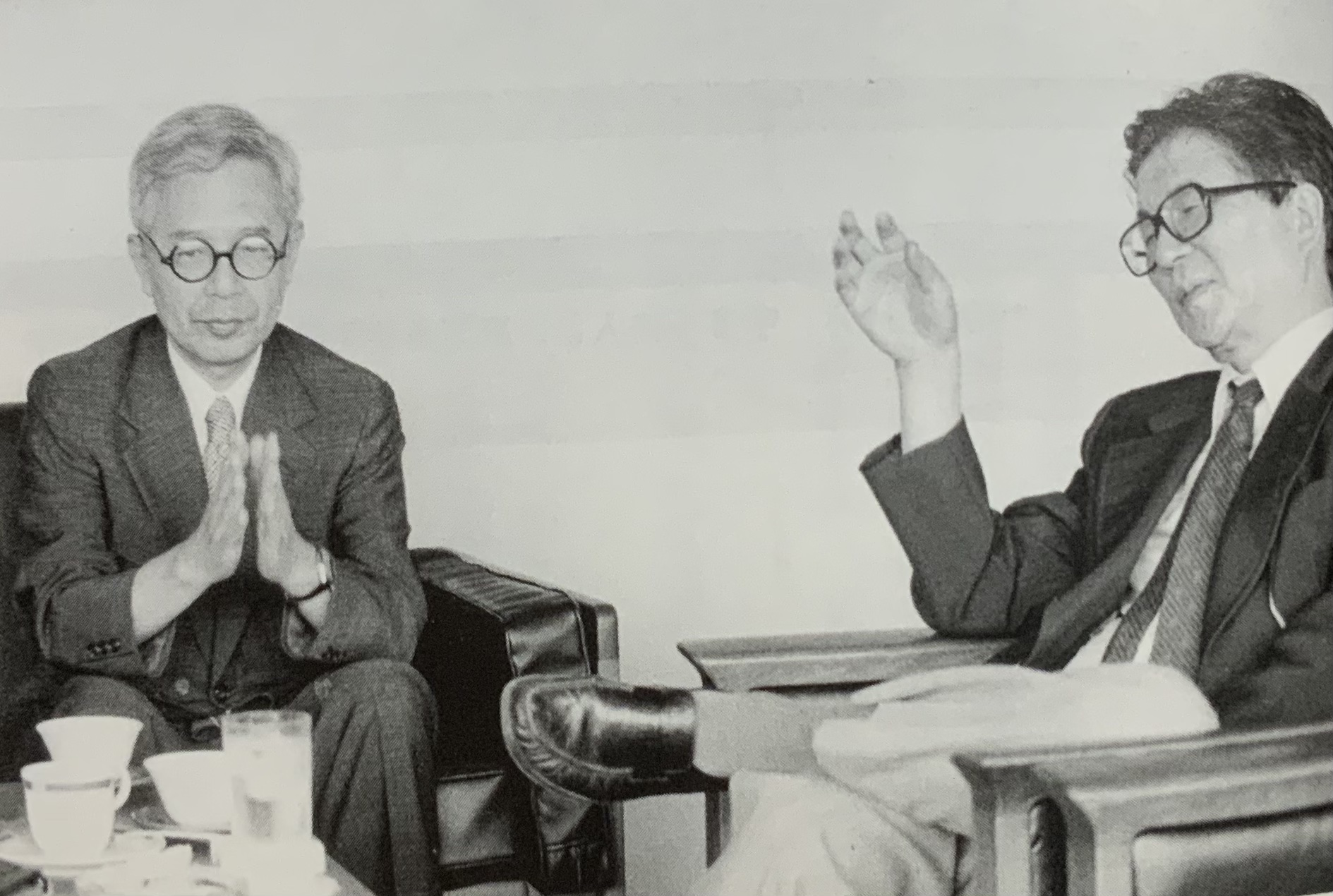
萩原延壽氏と、毎日新聞社（1983年）

## 社会的活動
- 財団法人野村国際文化財団理事
- 国際交流基金日本語国際センター所長[3]
- 年金審議会会長[3]

## 著書

### 単著
- 『植村正久――その人と思想』（新教出版、 1966年）
- 『政治意識の分析』（東京大学出版会、 1968年）
- 『現代民主政と政治学』（岩波書店、 1969年）
- 『文明の作法――ことわざ心景』（中央公論社［中公新書］、 1970年）
- 『日本の政治』（東京大学出版会、 1983年）
- 『日本人と政治』（東京大学出版会、 1986年）
- 『和風と洋式』（東京大学出版会、 1987年）
- The Political Dynamics of Japan、 trans. by Nobutaka Ike、 (University of Tokyo Press、 1987).
- 『日本人の秩序像――大きな政治と小さな政治』（日本放送出版協会、 1988年）
- 『世のため、ひとのため』（毎日新聞社、 1998年）

### 共著
- （佐藤忠男）『学校と世間――進学文明を超えるもの』（中央公論社［中公新書］、 1975年）

### 共編著
- （福田歓一）『南原繁先生古稀記念政治思想における西欧と日本（下）』（東京大学出版会、 1968年）